# Djougou Rurale
Djougou Rurale è un comune situato nel dipartimento di Donga nello Stato del Benin. Esso comprende il territorio esterno alla città di Djougou.